# Stadio Tsirio
Lo stadio Tsirio è uno stadio polifunzionale della città di Limassol, a Cipro.
Usato prevalentemente per il calcio è lo stadio di casa della squadre di calcio del Karmiotissa.
Negli anni novanta era lo stadio usato dalla nazionale cipriota.